# جورجی فارمر
جورجی بلو فارمر (انگلیسی: Georgie Bleu Farmer؛ زادهٔ ۲۶ مه ۲۰۰۲) بازیگر اهل بریتانیا است. او بیش‌تر به‌خاطر ایفای نقش در مجموعه‌های تلویزیونی سرگذشت اِوِرمور (۲۰۱۴–۲۰۱۷) محصول شبکه دیزنی و ونزدی (۲۰۲۲–) محصول نتفلیکس شناخته می‌شود. او همچنین در فیلم لایف‌هک (۲۰۲۵) حضور دارد.

## اوایل زندگی
فارمر در لیتنستون، در شرق لندن، انگلستان زاده و بزرگ شد. او سه خواهر و برادر بزرگ‌تر دارد که یکی از آن‌ها به نام هری نیز بازیگر است. فارمر از هشت سالگی در کلاس‌های شنبهٔ مدرسه تئاتر استیج وان شرکت می‌کرد و سپس در مدرسه تئاتر سیلویا یانگ به تحصیل پرداخت.

## حرفه
فارمر فعالیت هنری خود را با حضور در موزیک ویدئوی «حالا کی می‌خندد» از جسی جی، نمایش آرام گرفتن بر باد در تئاتر تراستان بیتس در لندن (که اکنون تعطیل شده) و تئاتر یونیتی در لیورپول و همچنین در مجموعه تلویزیونی وزارت امور کنجکاوی برانگیز شبکهٔ سی‌بی‌بی‌سی آغاز کرد. سپس نقش توتس را در نمایش امیلی و کارآگاهان در تئاتر ملی سلطنتی لندن ایفا کرد.
در سال ۲۰۱۴، فارمر با بازی در نقش جیک کراسلی در مجموعهٔ سرگذشت اِوِرمور محصول شبکه دیزنی بریتانیا (که در برخی کشورها با عنوان اِوِرمور شناخته می‌شود) به شهرت رسید؛ نقشی که در هر دو فصل این مجموعه ادامه داشت. فارمر نخستین تجربهٔ سینمایی خود را در سال ۲۰۱۸ با ایفای یک نقش کوتاه در فیلم بازیکن شماره یک آماده به کارگردانی استیون اسپیلبرگ و صداپیشگی در موگلی: افسانه جنگل به کارگردانی اندی سرکیس برای نتفلیکس به دست آورد. در سال ۲۰۲۰، او به همراه برادرش هری در فیلم کوتاه از گرگ‌ها و بره‌ها و نمایش صرفاً برای بحث در تئاتر برایدوِل به ایفای نقش پرداخت.
از سال ۲۰۲۲ تاکنون، فارمر در نقش ای‌ژَکس پترولپوس، یک گورگون، در مجموعه ونزدی ساختهٔ تیم برتون برای نتفلیکس ایفای نقش می‌کند؛ مجموعه‌ای که حول شخصیت ونزدی آدامز از خانواده آدامز می‌چرخد.